# Mistrzostwa Świata Juniorów w Hokeju na Lodzie 2009
33. Mistrzostwa Świata Juniorów w Hokeju na Lodzie 2009 rozegrane zostały w dniach 26 grudnia 2008 - 5 stycznia 2009 w stolicy Kanady Ottawie. Mecze rozgrywane zostały w dwóch halach: Ottawa Civic Centre oraz Scotiabank Place. Były to pierwsze od trzech lat mistrzostwa w Kanadzie.
Obrońcą tytułu mistrzowskiego była reprezentacja gospodarzy, którzy w 2008 roku w Pradze pokonali po dogrywce reprezentację Szwecji 3:2.
Złoty medal zdobyli reprezentanci Kanady, którzy ponownie w finale zmierzyli się ze Szwedami wygrywając tym razem 5:1. W meczu tym padł rekord frekwencji na meczach mistrzostw świata juniorów. Na trybunach hali Scotiabank Place zasiadło 20 380 osoby.

## Elita
| Lp. | Drużyna    |
| --- | ---------- |
|     | Kanada     |
|     | Szwecja    |
|     | Rosja      |
| 4   | Słowacja   |
| 5   | USA        |
| 6   | Czechy     |
| 7   | Finlandia  |
| 8   | Łotwa      |
| 9   | Niemcy     |
| 10  | Kazachstan |

W tej części mistrzostw uczestniczyło 10 najlepszych drużyn na świecie. System rozgrywania meczów był inny niż w niższych dywizjach.
Najpierw drużyny grały w dwóch grupach, każda po 5 drużyn. Z niej najlepsza bezpośrednio awansowała do półfinałów, a z miejsc drugich i trzecich, walczyły na krzyż między sobą o awans do finałowej czwórki. Najgorsze dwie drużyny każdej z grup walczyły w meczach między sobą o utrzymanie w elicie. Dwie najgorsze drużyny spadły do I dywizji. 

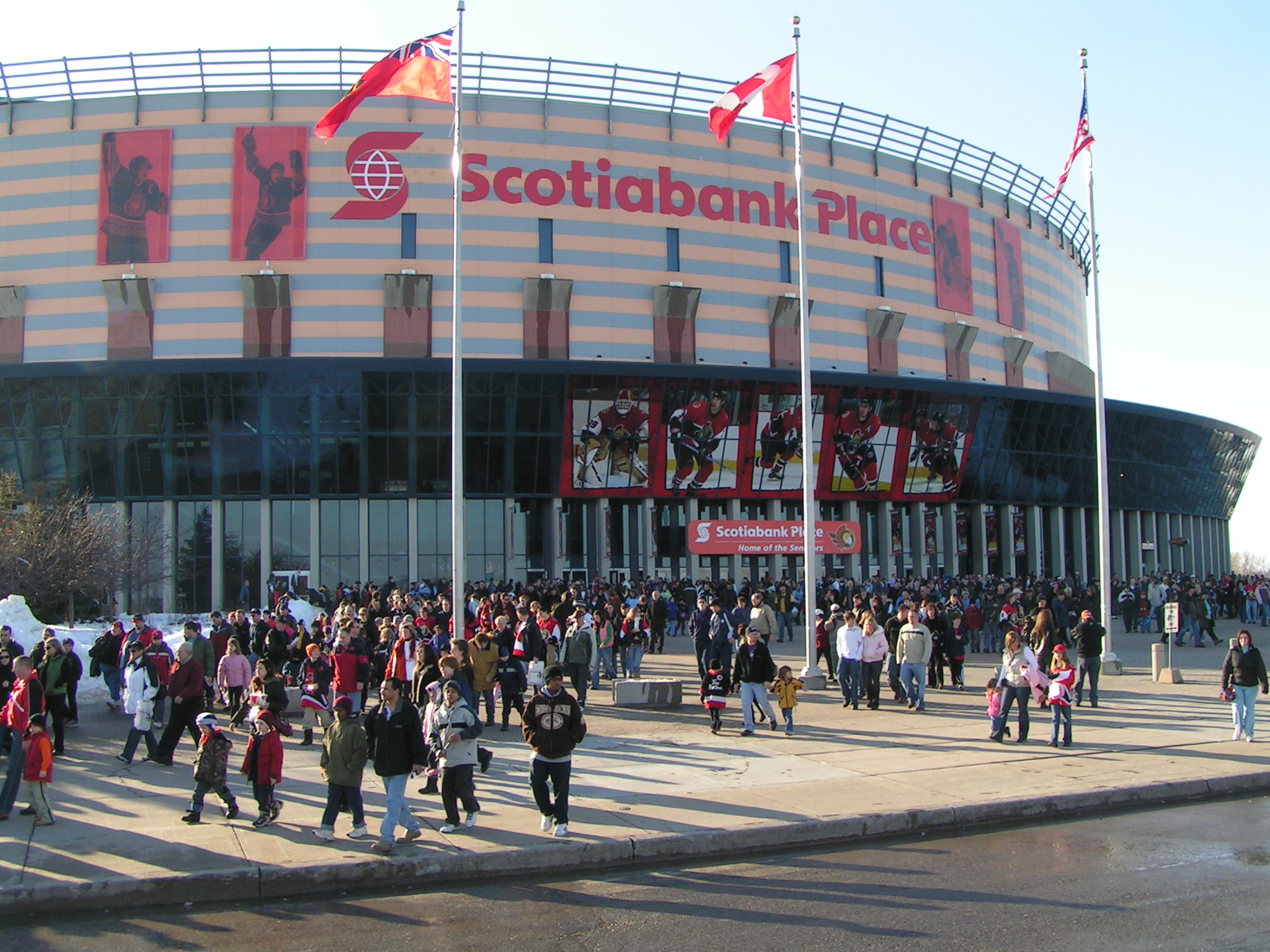
Scotiabank Place

Miejscem spotkania finałowego była hala Scotiabank Place, która może pomieścić 19 153 osób. Jest to jedna z największych hal w której odbędzie się finał Mistrzostw Świata Juniorów.
Meczem otwarcia w turnieju Juniorów było spotkanie Łotwa - Rosja odbyło się ono 26 grudnia 2008 roku w Ottawa Civic Centre o godzinie 14:30. W tymże meczu padła pierwsza bramka turnieju, którą strzelił Rosjanin Wiaczesław Wojnow. Królami strzelców zostali Kanadyjczyk John Tavares oraz Rosjanin Nikita Fiłatow, którzy w całym turnieju zdobyli osiem bramek. Najlepszym zawodnikiem w klasyfikacji kanadyjskiej został Cody Hodgson, który zdobył 16 punktów (5 bramek i 11 asyst). Do piątki gwiazd zaliczono: bramkarza reprezentacji Słowacji – Jaroslava Janusa, obrońców: P.K. Subbana oraz Erika Karlssona oraz napastników: Tavaresa, Hodgsona oraz Fiłatowa. MVP zawodów został John Tavares.

## Pierwsza dywizja
Grupa A
| Lp. | Drużyna    |
| --- | ---------- |
| 1   | Szwajcaria |
| 2   | Białoruś   |
| 3   | Francja    |
| 4   | Słowenia   |
| 5   | Polska     |
| 6   | Estonia    |

Grupa B
| Lp. | Drużyna  |
| --- | -------- |
| 1   | Austria  |
| 2   | Dania    |
| 3   | Norwegia |
| 4   | Ukraina  |
| 5   | Włochy   |
| 6   | Węgry    |

W mistrzostwach pierwszej dywizji uczestniczyło 12 zespołów, które zostały podzielone na dwie grupy po 6 zespołów. Rozegrały one mecze systemem każdy z każdym. Zwycięzcy turniejów awansowali do mistrzostw świata elity w 2010 roku, zaś najsłabsze drużyny spadły do drugiej dywizji.
Grupa A rozgrywała swoje mecze w szwajcarskiej miejscowości Herisau w hali Sportzentrum Herisau. Turniej odbywał się w dniach 14 - 20 grudnia 2008 roku. W Szwajcarii swoje mecze rozgrywała reprezentacja Polski.
Grupa B rozgrywała swoje mecze w duńskim mieście Aalborg w hali Aalborg Arena. Turniej odbywał się w dniach 15 - 21 grudnia 2008 roku.

Mecze Polaków:
| 14 grudnia 2008 | Polska | 0:4 | Białoruś | Sportzentrum Herisau, Herisau |

| Szczegóły      | Szczegóły | Szczegóły       | Szczegóły | Szczegóły                                    |
| -------------- | --------- | --------------- | --- | -------------------------------------------- |
| Godzina: 20:00 |           | (0:1, 0:1, 0:1) | 17:08 (EQ) Władimir Muchaiłow 36:39 (PP1) Siergiej Szeleg 46:14 (EQ) Arciom Dziamkou 55:54 (EQ) Dmitrij Werameiczik | Widzów: 238 Sędzia główny: Konstantin Olenin |

| 15 grudnia 2008 | Szwajcaria | 5:1 | Polska | Sportzentrum Herisau, Herisau |

| Szczegóły      | Szczegóły | Szczegóły       | Szczegóły                    | Szczegóły                                     |
| -------------- | --- | --------------- | ---------------------------- | --------------------------------------------- |
| Godzina: 20:00 | 03:31 (EQ) Roman Schlagenhauf 04:03 (EQ) Manuel Zigerli 06:49 (PP1) Patrick Schommer 45:43 (EQ) Gregory Sciaroni 54;48 (EQ) Mike Wolf | (3:1, 0:0, 2:0) | 17:57 (PP1) Kasper Bryniczka | Widzów: 1320 Sędzia główny: Konstantin Olenin |

| 17 grudnia 2008 | Estonia | 2:4 | Polska | Sportzentrum Herisau, Herisau |

| Szczegóły      | Szczegóły                                        | Szczegóły       | Szczegóły | Szczegóły                                  |
| -------------- | ------------------------------------------------ | --------------- | --- | ------------------------------------------ |
| Godzina: 13:00 | 48:05 (PP1) Igor Lavrov 50:28 (EQ) Mihkel Vorang | (0:0, 0:2, 2:2) | 20:17 (EQ) Tomasz Cieślicki 29:29 (PP1) Kasper Bryniczka 49:34 (EQ) Mateusz Strużyk 57:23 (EQ) Jakub Witecki | Widzów: 138 Sędzia główny: Miroslav Jebavý |

| 19 grudnia 2008 | Polska | 2:8 | Francja | Sportzentrum Herisau, Herisau |

| Szczegóły      | Szczegóły                                          | Szczegóły       | Szczegóły | Szczegóły                                  |
| -------------- | -------------------------------------------------- | --------------- | --- | ------------------------------------------ |
| Godzina: 16:30 | 44:31 (EQ) Mateusz Strużyk 52:16 (EQ) Tomasz Kulas | (0:3, 0:4, 2:1) | 04:04 (PP1) Nicolas Arrossamena 10:39 (EQ) Antoine Roussel 13:05 (EQ) Graham Avenel 28:19 (EQ) Yohann Auvitu 28:28 (EQ) Stephane da Costa 29:49 (EQ) Remy Rimann 39:42 (EQ) Antoine Roussel 57:44 (EQ) Remy Rimann | Widzów: 232 Sędzia główny: Miroslav Jebavý |

| 20 grudnia 2008 | Słowenia | 4:0 | Polska | Sportzentrum Herisau, Herisau |

| Szczegóły      | Szczegóły                                                                                 | Szczegóły       | Szczegóły | Szczegóły                                |
| -------------- | ----------------------------------------------------------------------------------------- | --------------- | --------- | ---------------------------------------- |
| Godzina: 13:00 | 02:52 (EQ) Anže Ropret 15:15 (EQ) Žiga Pance 42:42 (EQ) Anže Ropret 49:10 (EQ) Erik Pance | (2:0, 0:0, 2:0) |           | Widzów: 152 Sędzia główny: Pehr Claesson |

## Druga dywizja
Grupa A
| Lp. | Drużyna          |
| --- | ---------------- |
| 1   | Japonia          |
| 2   | Litwa            |
| 3   | Korea Południowa |
| 4   | Belgia           |
| 5   | Serbia           |
| 6   | Rumunia          |

Grupa B
| Lp. | Drużyna         |
| --- | --------------- |
| 1   | Chorwacja       |
| 2   | Wielka Brytania |
| 3   | Holandia        |
| 4   | Meksyk          |
| 5   | Hiszpania       |
| 6   | Chiny           |

W mistrzostwach pierwszej dywizji uczestniczyło 12 zespołów, które zostały podzielone na dwie grupy po 6 zespołów. Rozegrały one mecze systemem każdy z każdym. Zwycięzcy turniejów awansowali do mistrzostw świata pierwszej dywizji w 2010 roku.
Grupa A rozgrywała swoje mecze w rumuńskiej miejscowości Miercurea-Ciuc w hali Vakar Lajos Icerink. Mecze rozegrane zostały w dniach 15 - 21 grudnia 2008 roku.
Grupa B rozgrywała swoje mecze w hiszpańskiej miejscowości Logroño w hali Logroño Arena. Mecze rozegrane zostały w dniach 10 - 15 stycznia 2009 roku.

## Trzecia dywizja
Turniej mistrzostw świata trzeciej dywizji nie odbył się. Mieli w nim uczestniczyć Australijczycy, Bułgarzy, Chińczycy, Islandczycy, Turcy oraz zawodnicy z RPA. Pierwotnie miała też uczestniczyć reprezentacja Armenii, jednak ta wycofała się z mistrzostw.